# Repac
Repac (tegenwoordig ook wel menggranulaat) is een mengsel van gebroken bakstenen en betonpuin. Het cement uit het aanwezige beton zorgt voor een hydraulische (waterbindende) werking, wat een verhardende, bindende werking geeft.
Repac wordt vooral gebruikt voor verharding van tijdelijke wegen, bouwwegen of als fundering onder asfaltwegen. Een gebruikelijke toepassingsdikte is 250 tot 300 mm. De korrelverdeling ligt tussen de 0 en 40 mm, maar een toepassing van een al te fijne fractie (< 4 mm) zorgt bij regen al gauw tot verpapping. 
De kleur varieert van bruin/rood tot grijs, afhankelijk van de verhouding tussen gebakken materiaal en beton. Afhankelijk van de korrelverdeling, het vochtgehalte en de verdichting is het gewicht van menggranulaat tussen de 1600 en 2200 kg/m³. Doorgaans wordt bij het losse c.q. onverdichte materiaal gerekend met 1800 kg/m³.
Het granulaat kan tot 1% verontreinigd zijn met plastics, pvc, en andere materialen zoals metalen die er volgens de vervaardigers niet magnetisch uit te verwijderen zijn. Met dit menggranulaat kan op relatief goedkope wijze een halfverharde weg aangelegd worden. Daarom werd het onder andere door Staatsbosbeheer op grote schaal toegepast voor verharding van paden in natuurgebieden. Na een kritisch item in het programma Pointer, is Staatsbosbeheer per mei 2022 overgestapt op een menggranulaat dat maar 0,1% bijmenging van plastics of metalen.